# Miya Daiki
Daiki Miya (sinh ngày 1 tháng 4 năm 1996) là một cầu thủ bóng đá người Nhật Bản.

## Sự nghiệp câu lạc bộ
Daiki Miya đã từng chơi cho Vissel Kobe.